# Natalija Pyroschenko-Tschornomas
Natalija Dmytriwna Pyroschenko-Tschornomas (ukrainisch Ната́лія Дми́трівна Пироже́нко-Чорнома́з; * 23. Januar 1997 in Donezk) ist eine ukrainische Sprinterin, die sich auf den 400-Meter-Lauf spezialisiert hat und auch im 800-Meter-Lauf an den Start geht.

## Sportliche Laufbahn
Erste internationale Erfahrungen sammelte Natalija Pyroschenko-Tschornomas 2016 bei den U20-Weltmeisterschaften in Bydgoszcz, bei denen sie im 800-Meter-Lauf bis in das Halbfinale gelangte und dort mit 2:08,44 min ausschied. Im Jahr darauf scheiterte sie bei den U23-Europameisterschaften ebendort mit 2:08,08 min im Vorlauf. Bei den U23-Europameisterschaften in Gävle schied sie im 400-Meter-Lauf mit 54,64 s in der ersten Runde aus und belegte mit der ukrainischen 4-mal-400-Meter-Staffel in 3:34,33 min den vierten Platz. 2023 gelangte sie bei den Balkan-Meisterschaften in Kraljevo mit 60,76 s auf den sechsten Platz im A-Lauf über 400 m Hürden und im Jahr darauf belegte sie bei den Balkan-Hallenmeisterschaften in Istanbul in 55,51 s den vierten Platz über 400 Meter. Ende Mai gelangte sie bei den Freiluft-Balkan-Meisterschaften in Izmir mit 59,31 min auf den achten Platz über 400 m Hürden. 2025 wurde sie bei den Balkan-Meisterschaften in Volos in 61,23 s Vierte im B-Lauf über 400 m Hürden und gewann mit der Mixed-Staffel in 3:25,28 min die Bronzemedaille hinter den Teams aus der Türkei und Griechenland.
2017 wurde Pyroschenko-Tschornomas ukrainische Meisterin in der 4-mal-400-Meter-Staffel im Freien sowie 2018, 2023 und 2025 in der Halle.

## Persönliche Bestleistungen
- 400 Meter: 53,65 s, 21. Mai 2019 in Kiew
  - 400 Meter (Halle): 54,98 s, 5. Februar 2021 in Sumy
- 800 Meter: 2:05,58 min, 18. Juni 2016 in Luzk
  - 800 Meter (Halle): 2:07,41 min, 8. Februar 2019 in Sumy
- 400 m Hürden: 58,41 s, 28. Mai 2023 in Lwiw